# Nick Powell
Nicholas Edward Powell (født 23. marts 1994) er en engelsk professionel fodboldspiller, som spiller for EFL League Two-klubben Stockport County.

## Klubkarriere

### Crewe Alexandra
Powell begyndte sin karriere hos lokalklubben Crewe Alexandra, og gjorde sin førsteholdsdebut den 14. august 2010 i en alder af kun 16 år.
Han scorede sit første mål et år senere, den 15. oktober 2011 i en kamp imod AFC Wimbledon. Hans store gennembrud kom i 2011-12 sæsonen, hvor han blev etableret som fast mand på holdet. Ved sæsonens udgang blev han kåret som både årets spiller og årets unge spiller i klubben.

### Manchester United
Powell skiftede i juni 2012 til Manchester United. Han debuterede for klubben, og scorede sit første mål, i en Premier League-kamp imod Wigan Athletic den 15. september 2012.

#### Lejeaftaler
Powell tilbragte i løbet af sin tid hos Manchester United lejeaftaler hos Wigan Athletic, Leicester City og Hull City.

### Wigan Athletic
Powell forlod Manchester United ved kontraktudløb i juli 2016, og skiftede herefter til Wigan Athletic, som han tidligere havde tilbragt en lejeaftale hos. Han scorede den 13. april 2017 et hattrick i en kamp imod Barnsley.

### Stoke City
Powell skiftede i juni 2019 til Stoke City. Han blev i 2021 kåret som årets spiller i klubben.

### Stockport County
Powell skiftede i juli 2023 til Stockport County.

## Landsholdskarriere
Powell har repræsenteret England på flere ungdomsniveauer.

## Titler
Wigan Athletic
- EFL League One: 1 (2017-18)

Individuelle
- Crewe Alexandra Årets spiller: 1 (2011-12)
- Crewe Alexandra Årets unge spiller: 1 (2011-12)
- PFA League One Årets hold: 1 (2017-18)
- Stoke City Årets spiller: 1 (2021)